# Artistique-Europameisterschaft 1947

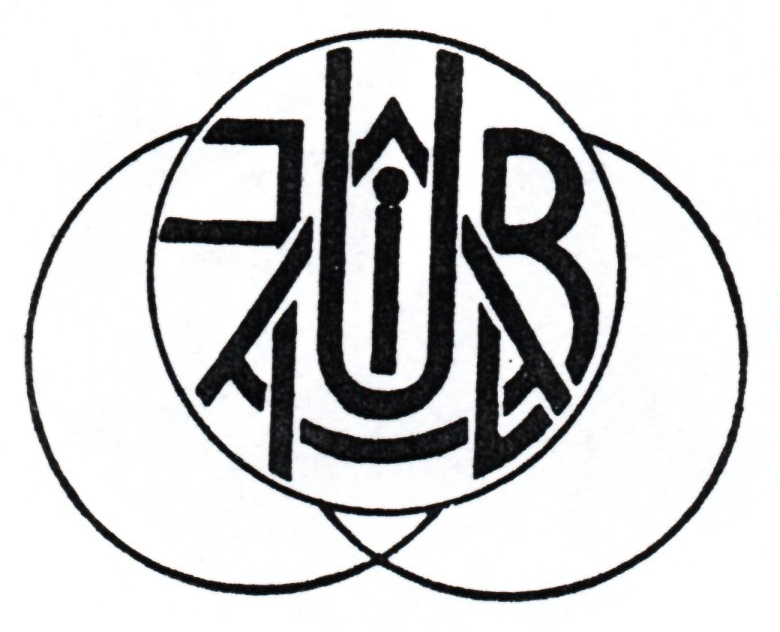
Logo UIFAB (ausrichtender Verband)

Veranstaltungsort: Paris

Die Billard-Artistique-Europameisterschaft 1947 war das erste Turnier in dieser Disziplin des Karambolagebillards und fand vom 12. Juni bis zum 15. Juni 1947 in Paris statt.

## Modus
Gespielt wurden 64 verschiedene Figuren mit verschiedenen Punktewertungen. Jeder Teilnehmer hatte pro Figur vier Versuche. Die maximale Punktzahl betrug 500 Punkte.

Gewertet wurde wie folgt:
1. Punkte = Erzielte Punkte
2. Versuche = Anzahl der gespielten Versuche
3. gelöste Figuren = gelöste Figuren
4. HS = Punkte der nacheinander gelösten Figuren
5. % = Prozentual gelöste Figuren

## Abschlusstabelle
| Platz                        | Name                     | Punkte | Versuche | gel. Figuren | HS | %       |
| ---------------------------- | ------------------------ | ------ | -------- | ------------ | -- | ------- |
| 1                            | René Vingerhoedt         | 247    | 192      | 33           | 28 | 49,40 % |
| 2                            | Roger de Becker          | 223    | 211      | 30           | 55 | 44,60 % |
| 3                            | Richard Kron             | 172    | 224      | 26           | 22 | 34,40 % |
| 4                            | Maurice van de Kerckhove | 138    | 218      | 20           | 25 | 27,60 % |
| 5                            | Jean Albert              | 134    | 218      | 20           | 13 | 26,80 % |
| 6                            | Marcel Mores             | 116    | 230      | 18           | 17 | 23,20 % |
| 7                            | Edouard van de Kerckhove | 110    | 229      | 17           | 39 | 22,00 % |
| Turnierdurchschnitt: 32,57 % |                          |        |          |              |    |         |